# Sojuz MS-19
Sojuz MS-19 è stato un volo astronautico diretto verso la Stazione Spaziale Internazionale (ISS), facente parte del programma Sojuz, nonché 147° volo con equipaggio della navetta Sojuz sin dal primo volo, avvenuto nel 1967. Il suo lancio è stato effettuato il 5 ottobre 2021 dal Cosmodromo di Bajkonur in Kazakistan.  L'equipaggio al lancio era composto dal cosmonauta Anton Škaplerov e due partecipanti al volo: il regista Klim Šipenko e l'attrice Julija Peresil'd. I due partecipanti sono rimasti sulla ISS una settimana, durante la quale hanno girato il film The Challenge, e hanno fatto ritorno sulla Terra a bordo della Sojuz MS-18. Il comandante Škaplerov insieme al cosmonauta Pëtr Dubrov e l'astronauta Mark Vande Hei hanno invece fatto ritorno sulla Terra il 30 marzo 2022.

## Equipaggi
Il 13 maggio 2021 vennero ufficializzati gli assegnamenti per l'equipaggio principale e di riserva.

### Equipaggio principale
| Ruolo                                       | Equipaggio al lancio                                 | Equipaggio all'atterraggio                           |
| ------------------------------------------- | ---------------------------------------------------- | ---------------------------------------------------- |
| Comandante                                  | Anton Škaplerov, Roscosmos Expedition 66 Quarto volo | Anton Škaplerov, Roscosmos Expedition 66 Quarto volo |
| Partecipante al volo 1/ Ingegnere di volo 1 | Klim Šipenko Primo volo                              | Pëtr Dubrov, Roscosmos Expedition 65/66 Primo volo   |
| Partecipante al volo 2/ Ingegnere di volo 2 | Julija Peresil'd Primo volo                          | Mark Vande Hei, NASA Expedition 65/66 Secondo volo   |

### Equipaggio di riserva
| Ruolo                  | Equipaggio               | Equipaggio               |
| ---------------------- | ------------------------ | ------------------------ |
| Comandante             | Oleg Artem'ev, Roscosmos | Oleg Artem'ev, Roscosmos |
| Partecipante al volo 1 | Alenа Моrdovina          | Alenа Моrdovina          |
| Partecipante al volo 2 | Aleksej Dubin            | Aleksej Dubin            |

## Missione

### Preparazione dell'equipaggio
Il 14 maggio 2021 la Commissione interagenzia approvò i membri degli equipaggi principali e di riserva per il periodo 2021-2023. I comandanti Anton Škaplerov e Oleg Artem'ev si sono addestrati per questa missione da diversi anni, dovendo essere in grado di pilotare e affrontare le possibili situazioni di emergenza senza la presenza di un ingegnere di volo addestrato. I partecipanti al volo principali e di riserva si aggiunsero ai rispettivi comandanti nel maggio 2021: l'attrice Julija Peresil'd e il direttore Klim Šipenko per l'equipaggio principale e l'attrice Alëna Mordovina e il direttore Aleksej Dudin per l'equipaggio di riserva. Škaplerov, Peresild e Šipenko partirono il 5 ottobre 2021 a bordo della Sojuz MS-19 per raggiungere la Stazione Spaziale Internazionale e girare parte del film The Challenge. Il film era un progetto congiunto di Roscosmos, Channel One e lo studio Yellow, Black and White.
L'addestramento degli equipaggi al completo iniziò il 24 maggio al Centro di addestramento cosmonauti Jurij Gagarin (GCTC). Il 23 luglio l'equipaggio principale partecipò a una simulazione di volo di quattro ore nel mockup del veicolo Sojuz indossando la tuta Sokol mentre il 28 dello stesso mese, l'equipaggio di riserva completò una simulazione simile. Il 31 agosto il Comitato medico del GCTC dichiarò sia l'equipaggio principale che quello di riserva idonei dal punto di vista medico al volo spaziale. Dopo aver completato gli esami finali, gli equipaggi lasciarono la Città delle stelle per recarsi a Bajkonur e trascorrere le ultime settimane in quarantena in vista del lancio.

### Lancio e attracco alla ISS
Il lancio della Sojuz MS-19 sul lanciatore Sojuz-2.1a avvenne il 5 ottobre 2021 alle 8:55 dal Cosmodromo di Bajkonur. Il viaggio verso la ISS durò sei ore, a seguito delle quali il veicolo spaziale attraccò al modulo del Segmento russo della ISS. Durante le procedure di attracco il sistema di attracco automatico Kurs non funzionarono adeguatamente e il comandante Škaplerov dovette passare al controllo manuale e pilotare il veicolo fino all'aggancio. Per permettere la presenza di due partecipanti al volo, il veicolo era stato modificato per consentire al comandante di gestire in sicurezza le procedure nominali e di emergenza a bordo senza l'aiuto di un ingegnere di volo.

### Permanenza in orbita

#### Produzione del film
Šipenko e Peresil'd girarono circa 35-40 minuti di film sulla ISS, dei quali Šipenko ricoprì la posizione di direttore, operatore, direttore artistico e truccatore. Inoltre i cosmonauti Novickij, Dubrov e Škaplerov parteciparono al film nel ruolo di attori mentre Dubrov e Mark Vande Hei assistettero nella produzione.

#### Cambio di equipaggio
Dopo aver trascorso 12 giorni nello spazio, i partecipanti al volo tornarono sulla Terra a bordo della Sojuz MS-18 insieme al comandante Oleg Novickij il 17 ottobre 2021. Dubrov e Vande Hei invece continuarono la loro missione di un anno venendo trasferiti dalla Sojuz MS-18 alla Sojuz MS-19 insieme al comandante Škaplerov e rimanendo in orbita per ulteriori sei mesi.

### Sgancio dalla ISS e atterraggio
Il 30 marzo 2022 alle 7:21 alla Sojuz MS-19 venne inviato il comando di sgancio dal modulo Rassvet della Stazione Spaziale Internazionale. Durante l'allontanamento il cosmonauta Dubrov si recò nella sezione abitativa della Sojuz per scattare alcune foto del segmento russo nella sua versione definitiva a seguito dell'arrivo di Nauka e Prichal alla fine del 2021. L'atterraggio nel territorio del Kazakistan avvenne alle 11:28 dello stesso giorno.